# 内川公人
内川 公人（うちかわ きみと、1935 - ）は日本の寄生虫学者。信州大学助教授。信州大学公衆衛試をへて、信州大学医学部寄生虫学教室。ヒト感染症をもたらす病原生物を媒介する野生生物寄生虫について研究をおこなった。
1978年　信州大学　医学博士　論文の題は「A membrane feeding method for Argas japonicus (Ixodoidea : Argasidae) and applications of this method for culturing the tick and for oral infection of Japanese encephalitis virus(ツバメヒメダニのための経膜人工吸血法とその応用例) 」。

## 著書
- 内川公人 (2010), 日本の野生ユリの今…, 松本: 松本生談会出版, ISBN 9784990544102

## 論文
- 国立情報学研究所収録論文 国立情報学研究所